# 廣田朋菜
廣田 朋菜（ひろた ともな、1987年5月14日 - ）は、日本の女優。東京都出身。かつては、レプロエンタテインメント・ジェイクラス、エビス大黒舎に所属していた。身長160cm。趣味はテニス、草野球、映画鑑賞。

## 出演

### 映画
- 問題のない私たち（2004年2月28日、森岡利行監督）
- オペレッタ狸御殿（2005年5月28日、鈴木清順監督） - 小姓 役[3]
- チェーン 連鎖呪殺（2006年2月25日、本田隆一監督） - 三田イズミ 役[4]
- 猫目小僧（2006年6月10日、井口昇監督）[5]
- 恋するマドリ（2007年8月18日、大九明子監督）[6][7][8]
- 恋空（2007年11月3日、今井夏木監督）
- フレフレ少女（2008年10月11日、渡辺謙作監督）
- 駄洒落が目に沁みる（2011年、鈴木卓爾監督）
- チョッキン堪忍袋（2011年、天野千尋監督）[9]
- タカノの匂い（2012年、山岡大祐監督） - 主演
- おちみづ（2013年、村松正浩監督）[10]
- 海辺の町（2014年、佐々木想監督）
- 悪しき客人（2016年、田中博巳監督）
- ホーミング（2018年、中村圭吾監督）
- ライセンス（2018年、田中羊一監督）
- からっぽの横（2018年、川上知来監督）
- YEAH（2018年、鈴木洋平監督）
- 女王様（2019年、柳治佑監督）
- クシナ（2020年、速水萌巴監督）
- VIDEOPHOBIA（2020年10月24日、宮崎大祐監督） - 青山（朴）愛 役
- ロストサマー（2023年10月13日、麻美監督）[11]
- Polar Night（2023年12月15日、磯谷渚監督）[12]
- TODOKU YO-NA（2024年9月14日、川原康臣監督） - 主演・葉道 役
- 素敵すぎて素敵すぎて素敵すぎる（2025年9月27日公開予定、大河原恵監督）[13][14]

### テレビドラマ
- ドラゴン桜（2005年、TBS）
- 土曜ワイド劇場『ハラハラ刑事』（2005年、テレビ朝日）
- ギャルサー（2006年、日本テレビ） - ユキジ 役
- DRAMA COMPLEX『ひめゆり隊と同じ戦火を生きた少女の記録 最後のナイチンゲール』（2006年、日本テレビ）
- 探偵学園Q 第1話（2007年、日本テレビ） - 芳村玲子 役
- BOYSエステ 第6話（2007年、テレビ東京）
- 月曜ゴールデン特別企画『おふくろ先生のゆうばり診療日記』（2008年、TBS）
- 愛の劇場『再婚一直線!』（2008年、TBS） - 杉本ミナ 役
- 東京センチメンタル　第4話（2016年2月6日、テレビ東京）
- トットてれび　第1話-4話（2016年4月30日、NHK）
- ハロー張りネズミ（2017年、TBS）
- 美食探偵明智五郎 第5話（2020年、日本テレビ）

### 舞台
- ぶざま　(川村企画 vol.2)[15][16]
- あの娘のランジェリー（2016年6月15日-、エマニュエルの作戦会議公演）

### 吹き替え
- スパイダーマン:ホームカミング（2017年8月11日） - ツアーガイド 役[17]
- マローダーズ/襲撃者（2016年6月24日）-ジル役

### CM
- ロッテ「グリーンガム」
- DELLコンピューター
- コンピレーションアルバム「DiVa」
- フォルクスワーゲン「Polo」

### ポスター
- リクルート「卒業おめでとう広告」
- ロッテ「チョコ40周年」

### PV
- 清木場俊介「いつか…」「なにもできない」（2005年）
- 藤木直人「HEY! FRIENDS」（2006年）
- 加藤ミリヤ「ソツギョウ」（2006年）
- サニーデイ・サービス
  - 「セツナ」（2015年）
  - 「青い戦車」（2017年）

### その他
- 週刊朝日　表紙　（2004年）
- WEB配信　大丸松坂屋百貨店・大丸300周年記念WEBドラマ『1/6ドールの彼女』 - さゆり役[18]